# 无苞楼梯草
无苞楼梯草（学名：Elatostema ebracteatum）是荨麻科楼梯草属的植物，为中国的特有植物。分布于中国大陆的西藏等地，生长于海拔1,300米至1,500米的地区，一般生于山谷林中，目前尚未由人工引种栽培。